# Copa Ángel Pedro Malvicino
La Copa Cuadrangular Internacional de Santa Fe o Copa Ángel P. Malvicino 2008 de Fútbol se jugó en una sede fija (Santa Fe, Argentina) con un total de 4 equipos participantes Unión, San Martín (T), All Boys y Bella Vista. Se presentó en Santa Fe en el mes de julio del 2008. La Copa la obtuvo el equipo de la capital tucumana.
El nombre Ángel P. Malvicino le rinde homenaje a la figura uno de los directivos más reconocidos del Club Atlético Unión.
Dio comienzo el viernes 25 de julio a las 19:00 con el primer partido, y finalizó el domingo 27 de julio a las 17:00 con la final.
Los equipos que disputaron la final fueron aquellos que ganaron el primer partido correspondiente a la fecha 25 de julio.

## Tabla de posiciones final
| Equipo         | Pts | PJ | PG | PE | PP | GF | GC | Dif |
| -------------- | --- | -- | -- | -- | -- | -- | -- | --- |
| San Martín (T) | 4   | 2  | 1  | 1  | 0  | 3  | 2  | +1  |
| All Boys       | 4   | 2  | 1  | 1  | 0  | 4  | 3  | +1  |
| Unión          | 3   | 2  | 1  | 0  | 1  | 2  | 2  | 0   |
| Bella Vista    | 0   | 2  | 0  | 0  | 2  | 2  | 4  | -2  |

|  | Equipo campeón.    |
|  | Equipo subcampeón. |

## Partidos
|  | Semifinales        | Semifinales    |   |             | Final        | Final |  |
|  |                    |                |   |             |              |       |  |
|  |                    |                |   |             |              |       |  |
|  | 25 de julio        |                |   |             |              |       |  |
|  | Unión              | 2              |   |             |              |       |  |
|  | Bella Vista        | 1              |   |             |              |       |  |
|  |                    |                |   |             |              |       |  |
|  |                    |                |   |             | 27 de julio  |       |  |
|  |                    |                |   |             | Unión        | 0     |  |
|  |                    | San Martín (T) | 1 |             |              |       |  |
|  |                    |                |   |             |              |       |  |
|  |                    |                |   |             |              |       |  |
|  |                    |                |   |             | Tercer lugar |       |  |
|  | 25 de julio        | 25 de julio    |   | 27 de julio | 27 de julio  |       |  |
|  | San Martín (T) (p) | 2              |   | Bella Vista | 1            |       |  |
|  | All Boys           | 2              |   |             | All Boys     | 2     |  |

### Semifinales
| 25 de julio de 2008, 19:00 | San Martín (T) | 2 - 2 | All Boys | Estadio 15 de Abril, Santa Fe |  |
|                            |                |       |          | Árbitro(s): Sin datos         |  |

| 25 de julio de 2008, 21:00 | Unión | 2 - 1 | Bella Vista | Estadio 15 de Abril, Santa Fe |  |
|                            |       |       |             | Árbitro(s): Sin datos         |  |

### Tercer puesto
| 27 de julio de 2008, 15:00 | Bella Vista | 1 - 2 | All Boys | Estadio 15 de Abril, Santa Fe |  |
|                            |             |       |          | Árbitro(s): Sin datos         |  |

### Final
| 27 de julio de 2008, 17:00 | Unión | 0 - 1 | San Martín (T) | Estadio 15 de Abril, Santa Fe |  |
|                            |       |       |                | Árbitro(s): Sin datos         |  |

| Argentina                      |
| Campeón San Martín 1.er título |